# Bonnie Honig

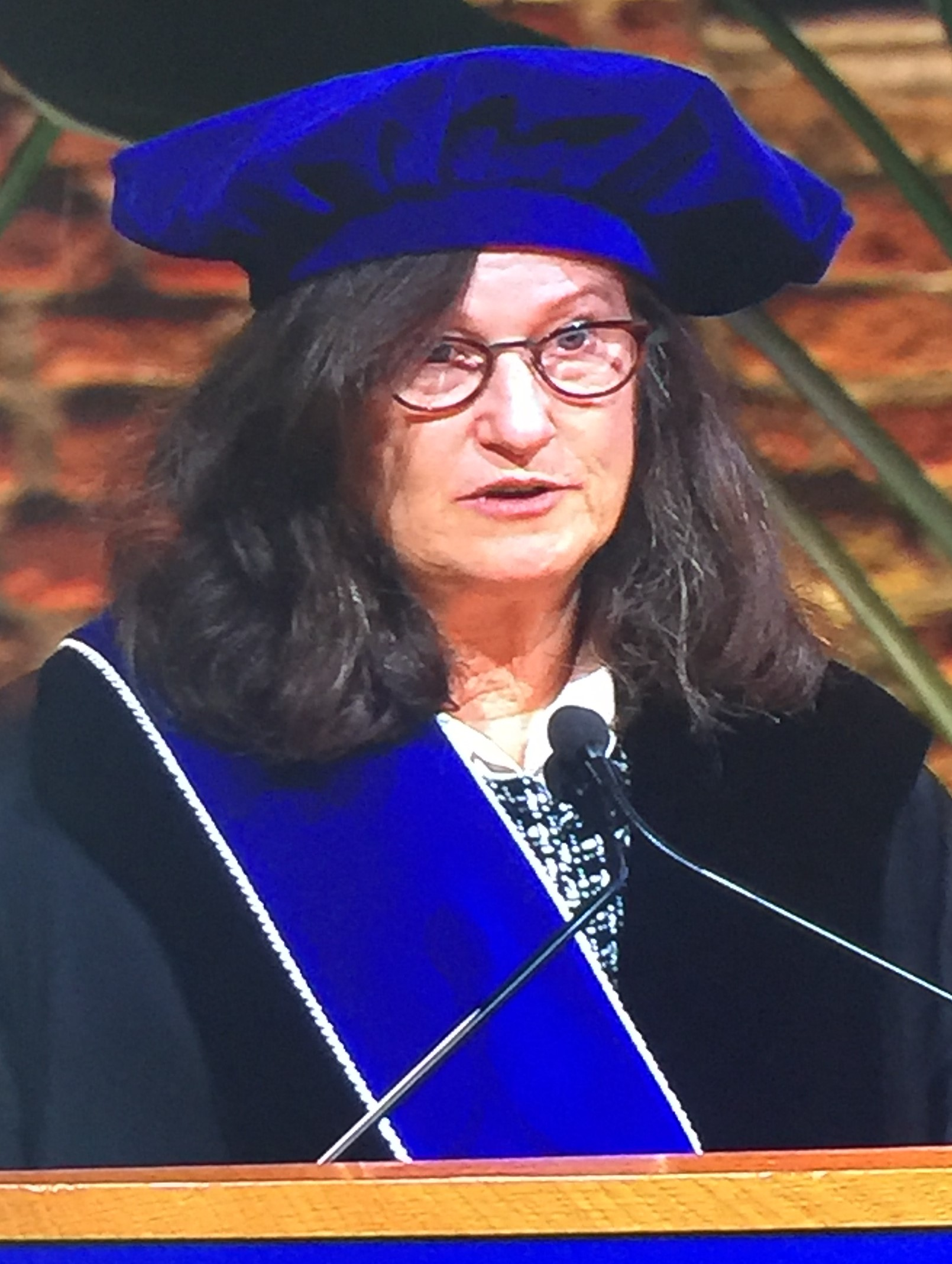
Honig (2025)

Bonnie Honig (* 1959 in Montreal) ist eine kanadische Politik- und Kulturwissenschaftlerin. Im Jahr 2013 trat sie die Professur für Moderne Kulturwissenschaft, Medien- und Politikwissenschaft an der Brown University in Providence im Bundesstaat Rhode Island an. Ihre Forschungsschwerpunkte sind Politische Theorie, Demokratietheorie, Feminismus und Rechtstheorie. Sie gilt als Theoretikerin eines agonistischen Demokratiemodells.

## Akademischer Werdegang
Honig studierte an der Concordia University in Montreal zwischen 1977 und 1980 Politikwissenschaft (Bachelor). Anschließend absolvierte sie ihren Master 1986 an der Johns Hopkins University in Baltimore und promovierte 1989 bei Richard Flathman und William E. Connolly mit der Arbeit Virtue and Virtuosity: Politics in a Post-Kantian World. Sie erhielt im Anschluss eine Assistant- und später eine Associate-Professur für Politische Theorie an der Harvard University und lehrte dort bis 1997, weil ihr eine Verlängerungsoption seitens des Präsidenten der Universität nicht angeboten wurde. Diese Tatsache löste eine Kontroverse aus, in die namhafte Harvard-Professoren involviert waren, da der damalige Präsident Neil L. Rudenstine versprochen hatte, zahlreiche Forscherinnen als Professorinnen unbefristet einzustellen; er hielt nicht Wort. Honig wechselte dann an die Northwestern University in Evanston und besetzte dort eine Professur für Politikwissenschaft, bis sie 2013 einem Ruf als Nancy Duke Lewis Professorin für Moderne Kulturwissenschaft, Medien- und Politikwissenschaft an die Brown University folgte. 2025 wurde sie zum auswärtigen Mitglied der British Academy ernannt.

## Forschung und Werk
Honig gehört neben William E. Connolly, James Tully und Chantal Mouffe zu den führenden Denkern einer agonistischen Demokratietheorie. Ihre Forschungsschwerpunkte lassen sich im Spannungsfeld zwischen politischer Philosophie und Ideengeschichte, Feministischer Theorie, Demokratie- und Rechtstheorie situieren. Daneben forscht sie auch in den Bereichen der Gender und Cultural Studies sowie zur Politik des Films und der Literatur.

## Schriften

### Monographien
- 1993: Political theory and the displacement of politics. Ithaca: Cornell University Press. ISBN 9780801480720.
- 2001: Democracy and the foreigner. Princeton, New Jersey Oxford: Princeton University Press. ISBN 9780691114767.
- 2009: Emergency politics: paradox, law, democracy. Princeton, New Jersey: Princeton University Press. ISBN 9780691152592.
- 2013: Antigone, interrupted. Cambridge & New York: Cambridge University Press. ISBN 9781107668157.
- 2017: Public Things: Democracy in Disrepair. New York: Fordham University Press. ISBN 978-0823276400.
- 2021: Shell-Shocked. Feminist Criticism After Trump. New York: Fordham University Press. ISBN 9780823293766.
- 2021: A Feminist Theory of Refusal. Cambridge: Harvard University Press. ISBN 9780674259232.

### Herausgeberschaften
- 1995: Feminist interpretations of Hannah Arendt. University Park, Pennsylvania: Pennsylvania State University Press. ISBN 9780271014470.
- 2002, mit David R. Mapel: Skepticism, individuality, and freedom the reluctant liberalism of Richard Flathman. Minneapolis: University of Minnesota Press. ISBN 9780816639700.
- 2008, mit Phillips, Anne/Dryzek, John S.: The Oxford handbook of political theory. Oxford: Oxford University Press. ISBN 9780199548439.
- 2016, mit Lori J. Marso: Politics, Theory, and Film. Critical Encounters with Lars von Trier. Oxford: Oxford University Press. ISBN 9780190600174

### Beiträge auf Deutsch
- 1994: Agonaler Feminismus: Hannah Arendt und die Identitätspolitik, in: Institut für Sozialforschung Frankfurt (Hrsg.). Geschlechterverhältnisse und Politik. Frankfurt a. M.: Suhrkamp, S. 43–71.
- 2008: Kosmopolitismus und Demokratie? Recht und Politik im neueren Europa. In: Benhabib, Seyla/Post, Robert (Hg.). Kosmopolitismus und Demokratie. Eine Debatte. Frankfurt a. M./New York: Campus, S. 91–110.
- 2011, mit John Wolfe Ackerman: Agonalität. In: Hannah Arendt-Handbuch: Leben – Werk – Wirkung. Hg. von Wolfgang Heuer, Bernd Heiter und Stefanie Rosenmüller. Stuttgart/Weimar: Verlag J.B. Metzler, S. 341–347.